# Коваленко Михайло Іванович
Миха́йло Іва́нович Ковале́нко (* 8 листопада 1872 — 10 січня 1918) — політичний діяч.

## Життєпис
Землевласник із Костянтиноградського повіту Полтавської губернії. Вищу освіту отримав у Ново-Олександрійському інституті сільського господарства та лісівництва — агроном 1-го ступеня.
1898 року обраний членом Костянтиноградської волосної земської управи, через півроку службу покинув. По 1906 рік працював земським начальником.
У 1906—1912 роках — головуючий Костянтиноградської волосної земської управи, з 1906 — почесний мировий суддя.
Був гласним Полтавського губернського земства та Костянтиноградської міської думи.
Входив до складу Костянтиноградського сільськогосподарського товариства, очолював Костянтиноградське кредитне товариство та Костянтиноградську земську касу дрібного кредиту.
Входив до складу Спілки 17 жовтня.
6 лютого (24 січня) 1916 року на губернському земському зібранні в Полтаві, як депутат Державної Думи, піднімає питання про введення української мови у початковій школі.
Був обраний депутатом Державної думи IV скликання як безпартійний від загального складу виборщиків Полтавської губернії — на довиборах — на місце К. О. Невіандта. Входив до складу комісій Думи: з робітничого питання; з народного здоров'я; голова тимчасової комісії для розгляду законопроєкту Про зміни Статуту про пенсії та одноразову допомогу.
До 1917 року був головою повітової земської управи, почесний мировий суддя. Мав 950 десятин орної землі.
У травні 1917 став ініціатором створення Всеукраїнського Союзу хліборобів-власників. Очолював губернську раду партії.
В часі Першої світової війни був уповноваженим 37-го передового загону Червоного Хреста імені Костянтиноградського земства, виїздив на фронт.
У часі Лютневої революції 1917 року перебував у Тавричеському палаці. Був відкомандирований до 171-го піхотного полку, розквартированого в Красному Селі, залагодив конфліктні питання між солдатами та офіцерами.
Квітнем 1917 — в Полтавській губернії, створює в Костянтиноградському повіті об'єднання хліборобів.
Убитий більшовиками у власному маєтку.